# Bauduen
Bauduen é uma comuna francesa na região administrativa da Provença-Alpes-Costa Azul, no departamento de Var. Estende-se por uma área de 47.45 km². Em 2010 a comuna tinha 324 habitantes (densidade: 6,8 hab./km²).